# Chalkon

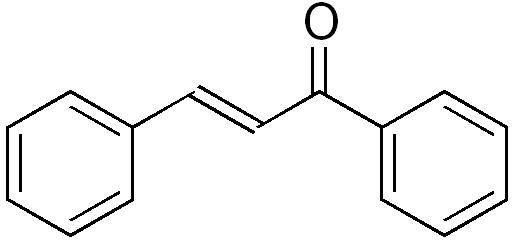
Strukturformel för chalkon.

Chalkon är en aromatisk keton som utgör kärnan i en mängd viktiga biologiska föreningar, som är kända kollektivt som chalkoner. De uppvisar antibakteriella, antifungal och antiinflammatoriska egenskaper, liksom antitumöreffekt. Vissa chalkoner visar förmåga att blockera spänningsberoende kaliumkanaler. De är också intermediärer vid biosyntes av flavonoider, som är ämnen vanligt förekommande i växter och med en rad biologiska aktiviteter. Chalkoner är också intermediärer vid Auwers flavonsyntes.
Metylhydroxichalkon (MCHP), som finns i kanel, ansågs vara insulinlikt och förbättra insulinresponsen hos diabetiker. Det har sedan konstaterat att en flavonoid ansvarar för den insulinliknande biologiska aktiviteten. 

## Syntes
Chalkoner kan framställas genom en aldolkondensation mellan en bensaldehyd och en acetofenon i närvaro av natriumhydroxid som katalysator.
Denna reaktion har visat sig fungera utan något lösningsmedel alls. Reaktionen mellan substituerade bensaldehyder och acetofenoner har använts för att demonstrera "grön kemi" i grundutbildningsprogram i kemi. I en studie som utreder syntes inom grön kemi,  syntetiserades chalkoner även från samma utgångsmaterial vid höga temperaturer i vatten (200 till 350 °C).